# Фаткулин, Анвир Амрулович
Анвир Амрулович Фаткулин (род. 10 октября 1955 года) — советский и российский горный инженер и педагог. Доктор технических наук (1997), профессор. Ректор Дальневосточного государственного технического университета (2007—2010).

## Биография
Родился 10 октября 1955 года в посёлке Северный Чаунского района Чукотского АО Магаданской области (ныне посёлок не существует).
В 1977 году окончил Дальневосточный политехнический институт по специальности «Технология и комплексная механизация подземной разработки месторождений полезных ископаемых».
Трудовую деятельность начал в 1976 году в объединении «Северовостокзолото», где работал горным мерщиком. По окончании ДВПИ остался работать в вузе. В 1977 году работал в качестве инженера НИСа, с 1978 по 1981 годы — ассистентом кафедры Разработки месторождений полезных ископаемых.
В 1984 году окончил аспирантуру Московского горного института по специальности «Подземная разработка месторождений полезных ископаемых», в 1985 году защитил диссертацию на тему «Разработка параметров отбойки при сплошной выемке наклонных залежей со взрывной доставкой руды». После этого вновь вернулся в ДВПИ на должность ассистента кафедры, в 1986 году стал старшим преподавателем этой же кафедры, спустя 3 года — доцентом.
С 1994 по 1997 годы обучался в докторантуре Дальневосточного государственного технического университета (ДВГТУ, бывшего ДВПИ), по её окончании защитил докторскую диссертацию на тему «Развитие научно-методических и технологических основ разработки наклонных залежей со взрывной доставкой руды». В 1997 году назначен заведующим кафедрой разработки месторождения полезных ископаемых. В этом же году стал директором института повышения квалификации и переподготовки педагогических кадров ДВГТУ.
С 1998 года по 2007 год работал проректором ДВГТУ по учебной работе. В 2007 году сменил Г. П. Турмова на посту ректора ДВГТУ, занимал этот пост до 2011 года, когда вуз был присоединён к Дальневосточному федеральному университету (ДВФУ).
В 2011—2012 годах был проректором по науке и инновациям ДВФУ. В 2012 году назначен директором Дальневосточного регионального учебно-методического центра высшего образования (ДВ РУМЦ) в составе ДВФУ.
Автор более 150 печатных работ, в том числе 4 монографий, 5 учебных пособий, 9 изобретений. Сфера научных интересов — ресурсосберегающие и экологически чистые технологии разработки месторождений полезных ископаемых, повышение квалификации и профессиональная переподготовка преподавателей вузов, инновационные процессы в образовании.

## Членство в организациях
- координатор регионального центра инженерной педагогики, председатель секции «Инженерное образование» Дальневосточного отделения Российской инженерной академии
- заместитель председателя Дальневосточного научно-образовательного центра Сибирского отделения Российской академии образования
- действительный член Академии акмеологических наук
- действительный член Российской академии горных наук
- член-корреспондент Международной академии наук экологии и безопасности жизнедеятельности
- член-корреспондент Международной академии наук высшей школы.
- член пяти диссертационных советов, председатель совета по защите докторских диссертаций по горным наукам, заместитель председателя совета по защите кандидатских диссертаций в области педагогических наук.

## Награды
- Заслуженный работник высшей школы Российской Федерации
- Благодарность Президента Российской Федерации
- Медаль К. Д. Ушинского
- Почетный работник топливно-энергетического комплекса РФ
- Знак «Трудовая слава» трёх степеней